# Dorothy Whipple
Pour les articles homonymes, voir Whipple.
Dorothy Whipple, née Stirrup le 26 février 1893 à Blackburn (Lancashire) et morte le 14 septembre 1966 à Blackburn, est une écrivaine anglaise de romans populaires et de livres pour enfants. Son travail a gagné en popularité entre les deux guerres mondiales et à nouveau dans les années 2000.

## Biographie
Dorothy Stirrup a une enfance heureuse. Elle fait partie d'une fratrie de huit enfants dans la famille d'un architecte local de Blackburn. À la fin de ses études, elle travaille pendant trois ans comme secrétaire d'Henry Whipple, un administrateur d'enseignement scolaire veuf, de 24 ans son aîné. Elle l'épouse en 1917. Leur vie ensemble se passe principalement à Nottingham. Elle retourne à Blackburn après sa mort en 1958 et y meurt en 1966,.
Décrite comme la « Jane Austen du 20e siècle » par J.B. Priestley, son travail connait une période de grande popularité entre les deux guerres. Deux de ses romans sont adaptés en longs métrages : Elles étaient sœurs (They Were Sisters, 1945) et They Knew Mr. Knight (1946).
Alors que la popularité de l'œuvre de Whipple décline dans les années 1950, elle renaît dans les années 2000, lorsque six romans sont réédités par les éditions Persephone Books. Un volume rassemblant ses nouvelles est paru en octobre 2007. Cinq d'entre elles sont diffusées sous le nom de The Afternoon Reading sur BBC Radio 4. En avril 2019, dix des 132 livres publiés par Persephone Books sont écrits par Whipple.

## Œuvres

### Romans
- (en) Young Anne, 1927
- (en) High Wages, 1930
- (en) Greenbanks, 1932
- (en) They Knew Mr. Knight, 1934
- (en) The Priory, 1939
- Les Sœurs Field, B. Arthaud, 1949 ((en) They Were Sisters, 1943), trad. Raymonde Contou, 427 p. ; rééd. La Table ronde, trad. fr. Amélie Juste-Thomas, 416 p., 2025  (ISBN 979-1037113009)
- (en) Because Of The Lockwoods, 1949
- (en) Someone at a Distance, 1953

### Autres
- (en) On Approval, 1935
- (en) After Tea, and Other Stories, 1942
- (en) Every Good Deed, 1946
- (en) The Other Day: An Autobiography, 1950
- (en) Wednesday and Other Stories, 1961
- (en) Tale of Very Little Tortoise, 1962
- (en) Little Hedgehog, 1965
- (en) Random Commentary: Books And Journals Kept from 1925 Onwards, 1966
- (en) Mrs. Puss and That Kitten, 1967
- (en) The Closed Door and other stories, 2007